# Lúcio Valério Potito (cônsul em 483 e 470 a.C.)
Lúcio Valério Potito (em latim: Lucius Valerius Potitus) foi um político da gente Valéria nos primeiros anos da República Romana eleito cônsul por duas vezes, em 483 e em 470 a.C., com Marco Fábio Vibulano e Tibério Emílio Mamerco respectivamente. Era filho de Marco Valério Voluso, cônsul em 505 a.C., e irmão de Mânio Valério Máximo, cônsul e ditador em 494 a.C..

## Biografia
Lúcio era membro da gente Valéria, uma antiga gente patrícia da Roma Antiga. Era filho de Marco Valério Voluso Máximo, cônsul em 505 a.C., irmão de Mânio Valério Voluso Máximo, ditador em 494 a.C., e pai de Lúcio Valério Potito, cônsul em 449 a.C.  Sabe-se que era parente de Públio Valério Publícola, mas não há certeza se era irmão ou neto; as fontes críticas tendem a privilegiar esta última hipótese e, por este parentesco, é por vezes chamado de Lúcio Valério Potito Públicola.
Em 486 a.C. foi questor e, no ano seguinte, foi um dos dois questores que acusaram Espúrio Cássio Vecelino de ambicionar a coroa real, acusação que resultou em sua condenação e execução, atirado da Rocha Tarpeia pelos dois acusadores. Por causa disto, era muito impopular perante a plebe romana.

### Primeiro consulado (483 a.C.)
Apesar de impopular, Lúcio Valério foi eleito cônsul em 483 a.C. juntamente com Marco Fábio Vibulano, que seria cônsul mais outras duas vezes.
No mesmo ano, os tribunos da plebe lutaram para que fosse votada a reforma agrária (Lex Cassia agraria) favorável à plebe, mas o Senado era contrário à doação de terras públicas e os cônsules foram radicalmente contra. Pelo relato de Dionísio de Halicarnasso, a plebe instigou Caio Mânio, um dos tribunos, a se opor ao alistamento de novos soldados enquanto o Senado não nomeasse e estabelecesse a comissão que deveria cuidar da identificação das terras que seriam divididas entre os cidadãos romanos segundo havia sido combinado na época de Espúrio Cássio. Os cônsules conseguiram vencer a oposição do tribuno realizando o alistamento fora das muralhas da cidade, onde os tribunos não tinham nenhum poder.

A campanha militar contra os volscos prosseguiu durante o mandato de Fábio, a quem coube a defesa dos territórios aliados de Roma, enquanto Valério comandou o exército que invadiu o território volsco. A campanha não levou a nada, pois, segundo Lúcio Valério, o exército plebeu era contra e, segundo os soldados, o cônsul não tinha habilidade para comandar.
A esta situação ruim, somaram-se, quando Roma iniciou suas campanhas militares, presságios muito ruins obtidas pela interpretação das entranhas de animais sacrificados e do voo de pássaros, rapidamente explicados por alguma falta nos rituais religiosos obrigatórios. O único resultado prático deste medo da cólera divina foi a condenação à morte da vestal Ópia, que foi, segundo a tradição, enterrada viva, por ter violado seu voto de castidade.

### Segundo consulado (470 a.C.)
Lúcio Valério foi eleito novamente em 470 a.C., novamente com Tibério Emílio Mamerco.
Durante seu mandato, os tribunos da plebe novamente trouxeram a questão da reforma agrária perante o Senado Romano, proposta durante o consulado de Espúrio Cássio Vecelino e Próculo Vergínio Tricosto Rutilo (Lex Cassia agraria). Os dois cônsules pareciam favoráveis, mas Tibério ainda nutria uma antiga mágoa contra os senadores, que haviam negado ao seu pai, Lúcio Emílio Mamerco, um triunfo depois de sua vitória contra os veios em 478 a.C. A proposta acabou rejeitada, principalmente por causa dos esforços de Ápio Cláudio, cônsul do ano anterior
Furiosos com o resultado, os tribunos Marco Duílio e Cneu Sício se vingaram acusando Ápio Cláudio de uma variedade de crimes, o suficiente para que ele fosse levado a julgamento; porém, Ápio Cláudio morreu antes, frustrando os tribunos. Segundo Lívio, Ápio ficou gravemente enfermo e morreu antes do processo; segundo Dionísio de Halicarnasso, ele se suicidou, mas seus parentes disfarçaram inventando uma doença.
No mesmo ano, os dois cônsules foram enviados para lutar contra dois povos inimigos de Roma, Tibério contra os sabinos e Lúcio contra os équos. Depois de algumas escaramuças, romanos e sabinos mantiveram suas posições sem entrar em combate direto, retirando-se depois de alguns dias sem um vencedor ou perdedor.